# Pedro Bartolomé Benoit
Pedro Bartolomé Benoit Vanderhorst (13 de febrero de 1921-5 de abril de 2012) fue un militar dominicano. Presidente provisional de la República Dominicana durante la guerra civil de 1965 después de la disolución del Triunvirato encabezado por Donald Reid Cabral.
Pedro Bartolomé Benoit murió el 5 de abril de 2012 en la provincia Santo Domingo, República Dominicana de muerte natural.